# Aureliana (актинія)
Aurelianidae — рід одиночних коралових поліпів родини Aurelianidae ряду Актинії (Actiniaria).

## Види
- Aureliana heterocera
- Aureliana japonica